# Апостольский нунций в Восточном Тиморе
Апостольский нунций в Демократической Республике Восточный Тимор — дипломатический представитель Святого Престола в Восточном Тиморе. Данный дипломатический пост занимает церковно-дипломатический представитель Ватикана в ранге посла. Апостольская нунциатура в Восточном Тиморе была учреждена на постоянной основе 24 июня 2003 года.
В настоящее время Апостольским нунцием в Восточном Тиморе является архиепископ Войцех Залуский, назначенный Папой Франциском 29 сентября 2020 года.

## История
Апостольская нунциатура в Восточном Тиморе была учреждена на постоянной основе 24 июня 2003 года, бреве «Ad plenius confirmandas» папы римского Иоанна Павла II. Однако апостольский нунций не имеет официальной резиденции в Восточном Тиморе, в его столице Дили и является апостольским нунцием по совместительству, эпизодически навещая страну. С 2003 года по 2013 год резиденция апостольского нунция в Восточном Тиморе была Джакарта — столица Индонезии. С 2013 года резиденцией апостольского нунция в Восточном Тиморе является Куала-Лумпуре — столица Малайзии.

## Апостольские нунции в Восточном Тиморе
- Ренцо Фратини — (24 июня 2003 — 27 января 2004 — назначен апостольским нунцием в Нигерии);
- Малькольм Ранжит (29 апреля 2004 — 10 декабря 2005 — назначен секретарём Конгрегации богослужения и дисциплины таинств);
- Леопольдо Джирелли (10 октября 2006 — 16 января 2013, в отставке);
- Джозеф Сальвадор Марино — (16 января 2013 — 11 октября 2019 — назначен президентом Папской Церковной Академии);
- Войцех Залуский — (29 сентября 2020 — по настоящее время).